# Adi Bakel
Adi Bakel (Tigrinya ዓዲ ባዕከል, auch Adiba'ikel od. Ādība’ikel geschrieben) ist ein Dorf in der Region Debub und Subregion Hadegti in Eritrea.
Die Subregion Hadegti umfasst die folgenden 7 Dörfer: Adi Bakel, Iwanet, Adebuur, Adi Keyih, Hadish Adi, Maereba und Degra Merieto.
Die Einwohner der Subregion Hadegti sprechen Tigrinya. In Adi Bakel gibt es nur Christlich-Orthodox-Kirchen, da die Einwohner Adi Bakels sich zum orthodoxen Glauben bekennen.
„Adi“ bedeutet „Dorf“ bzw. „Heimatort“ und „Bakel“ nennt man einen Boden, der aus rotem Lehm und Ton besteht.

## Lage
Das Dorf Adi Bakel liegt auf einer Höhe von 2092 Metern über dem Meeresspiegel, ca. 10 km südöstlich von Dekemhare, 10 km südwestlich von Segheneytī und 40 km südöstlich von der Hauptstadt Asmara entfernt. Das Dorf liegt zu einem Teil an einem sanften Abhang und zum anderen Teil auf einer Ebene.

## Wirtschaft
Die Einwohner Adi Bakels leben hauptsächlich von der Landwirtschaft.